# کلارک هاوس (نیوزلند)
کلارک هاوس (انگلیسی: Clark House) یک خانه ایتالیایی متعلق به اوایل قرن بیستم در هابسونویل، اوکلند، نیوزیلند است که توسط Heritage New Zealand به عنوان ساختمان رده اول فهرست شده است. ساخت این خانه در اواخر دهه ۱۸۹۰ به عنوان خانه خانوادگی رایس اوون کلارک دوم، مالک ثروتمند یک تجارت سفالگری در آن نزدیکی آغاز شد. خانه کلارک یک ویلای دو طبقه است که به خلیج لیمبورنرز و بندر وایتماتا چشم‌انداز دارد. فضای داخلی شامل یک راه پله منحنی، پنجره‌های شیشه ای رنگی، پانل‌های Art Nouveau Dado، ویژگی‌های چوب کائوری و کاشی‌های تزئینی است. طبق گفته Heritage نیوزیلند، خانه کلارک اولین اقامتگاه در نیوزیلند بود که از بلوک‌های سرامیکی توخالی استفاده کرد، قبل از ان از بلوک‌های بتنی توخالی استفاده می‌شد.